# رعد

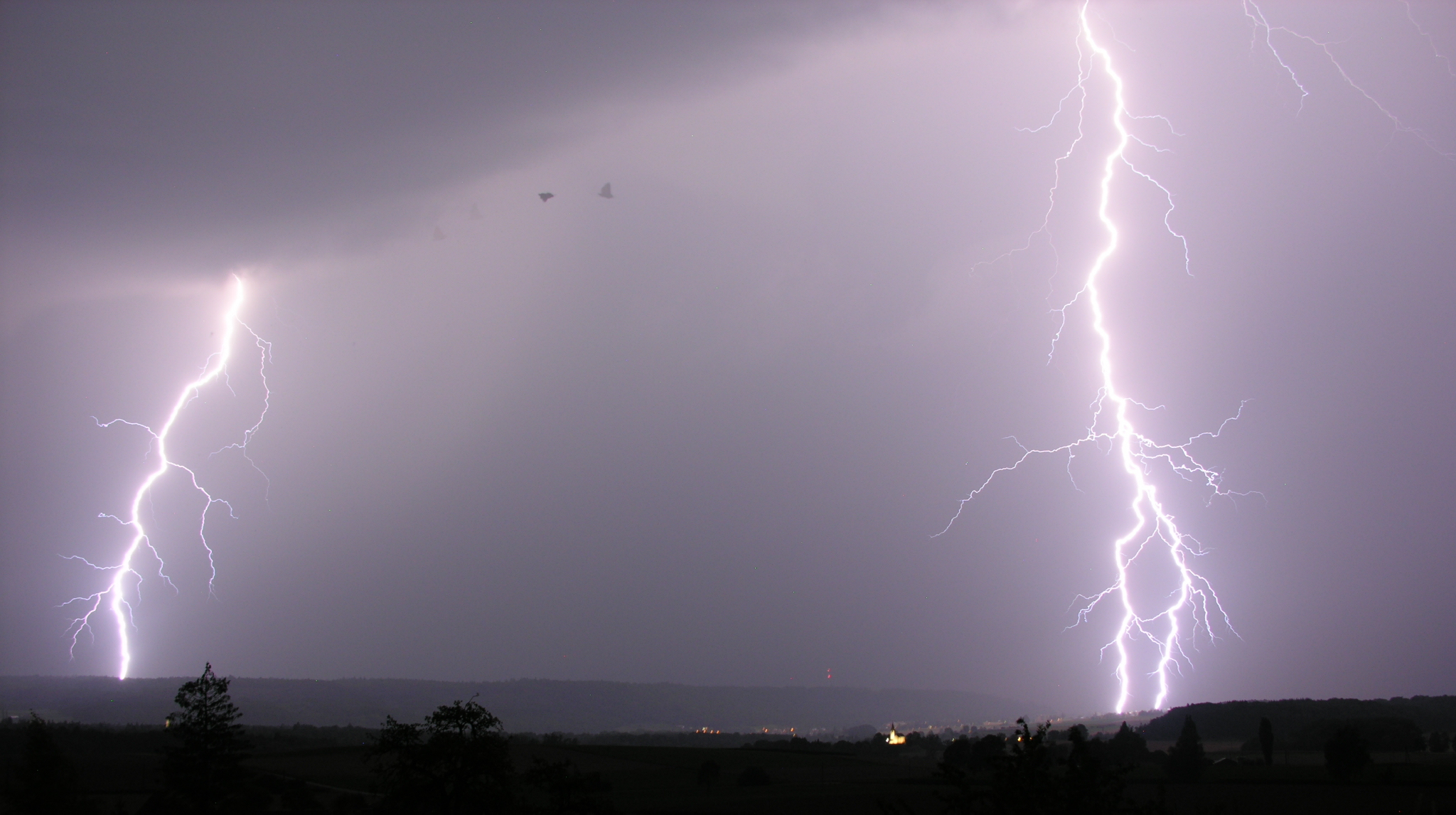
الرعد هو الصوت الذي يسببه البرق

الرعد (الجمع: رُعُودٌ) هو الصوت الذي يصدر مصاحبًا للمعان البرق. يختلف صوت الرعد من فرقعة حادة إلى دوي منخفض وذلك اعتماداً على طبيعة البرق وبعد السامع عن المصدر.ويسمى صوت الرعد ايضاً الهَزيم.

## سبب الحدوث
يحدث الرعد فيزيائياً نتيجة نشوء ارتفاع مفاجئ في الضغط ودرجة الحرارة في وسط الهواء المحيط بسبب حدوث البرق. هذا التمدد يشكل بدوره موجات صدمة صوتية تتمثل بصوت الرعد .

## مسميات أخرى
الرعد اسم سورة في القرآن، وترتيبها الثالث عشر من بين السور.
عدد آياتها ثلاث وأربعون، وهي سورة مدنية وذكر الرعد في الآية ال13 من سورة الرعد الموجودة في الجزء ال13 من القرآن